# Monte Calvo (Santa Fiora)
Il Monte Calvo è una montagna situata sulla sinistra dell'alta valle del Fiora, in provincia di Grosseto, tra il paese di Santa Fiora e la frazione di Selva.

## Descrizione
Sul versante ovest del monte si sviluppa la Riserva naturale della Santissima Trinità, così denominata dalla presenza del convento della Santissima Trinità di Selva. Dal punto di vista litologico sono presenti affioramenti della formazione calcareo-arenacea della Pietraforte mentre al margine settentrionale sono presenti argille scagliose. Le piovosità media annua risulta fra i 1.200 e1.400 mm e piovosità estiva non inferiore ai 200 mm.